# Take Yourself Home
«Take Yourself Home» es una canción del cantante y compositor sudafricano-australiano Troye Sivan. Se lanzó a través de EMI Music Australia el 1 de abril de 2020, como el sencillo principal de su próximo tercer álbum de estudio. El tema fue coescrito por el cantante junto a Leland , Tayla Parx y OzGo.

## Antecedentes y lanzamiento
El tema se estrenará luego de su colaboración con Lauv «I'm So Tired», que se convirtió en su primera canción entre los diez mejores en el Reino Unido, y el tema «Love Me Wrong» con Allie X.
El 20 de marzo, Sivan comenzó a mencionar que tenía un nuevo sencillo y que se lanzaría muy muy pronto. El 21 de marzo, a través de Twitter el cantante filtró parte de la letra de la canción. Finalmente, confirmó oficialmente la fecha de lanzamiento el 22 de marzo de 2020, a través de sus redes sociales. Junto con el anuncio, también publicó una vista previa rápida de la nueva canción en su cuenta de Instragram, junto con un vídeo donde se ve al cantante sentado con una chaqueta, bailando y con la cara cubierta. La portada oficial se anunció el 30 de marzo de 2020, junto con la preventa del sencillo.

## Composición
El tema con sonidos synth-pop y electropop fue coescrito por el cantante junto a Leland , Tayla Parx y OzGo. «Take Yourself Home» que estaba originalmente programado para fin de año, Sivan decidió estrenarlo a principios de la actual pandemia del COVID-19, sobre la pista comentó: “Es una de mis canciones favoritas que he compuesto, es una especie de charla contigo mismo. Escribo estas canciones como un diario, luego, a medida que cambian la vida, los lugares y las relaciones, las canciones pueden adquirir un nuevo significado. Claramente eso ha sucedido con esta canción, con lo que está sucediendo en el mundo ahora".

## Vídeo lírico
Un vídeo lírico de «Take Yourself Home» se estrenó el 1 de abril de 2020 en el canal de YouTube del cantante. Sivan en el anuncio de la canción comentó que quería usar su presupuesto de los videos musicales para trabajar con aquellos artistas independientes que no tenían trabajo debido a la pandemia del coronavirus.

## Posicionamiento en listas
| Listas (2020)                    | Mejor posición |
| -------------------------------- | -------------- |
| Nueva Zelanda Hot Singles (RMNZ) | 9              |

## Historial de lanzamiento
| País   | Fecha              | Formato                     | Discográfica | Ref    |
| ------ | ------------------ | --------------------------- | ------------ | ------ |
| Varios | 1 de abril de 2020 | Descarga digital, Streaming | EMI, Capitol | [ 17 ] |